# Tösabiten
Tösabiten (Girly Girl i original) är en humorserie av Peter Bagge som först dök upp i Bagges tidning Neat Stuff, som publicerades 1985–1989 .
Tösabiten är en liten och allt annat än välartad flicka. Göran Semb har beskrivit henne som "Gullan (i "Snobben") på uppåttjack"). Hon terroriserar ofta sin "kompis" Chuckie Boy (Chuckie-ponken på svenska). Serien har publicerats på svenska i Elixir.